# Henryk Gryc

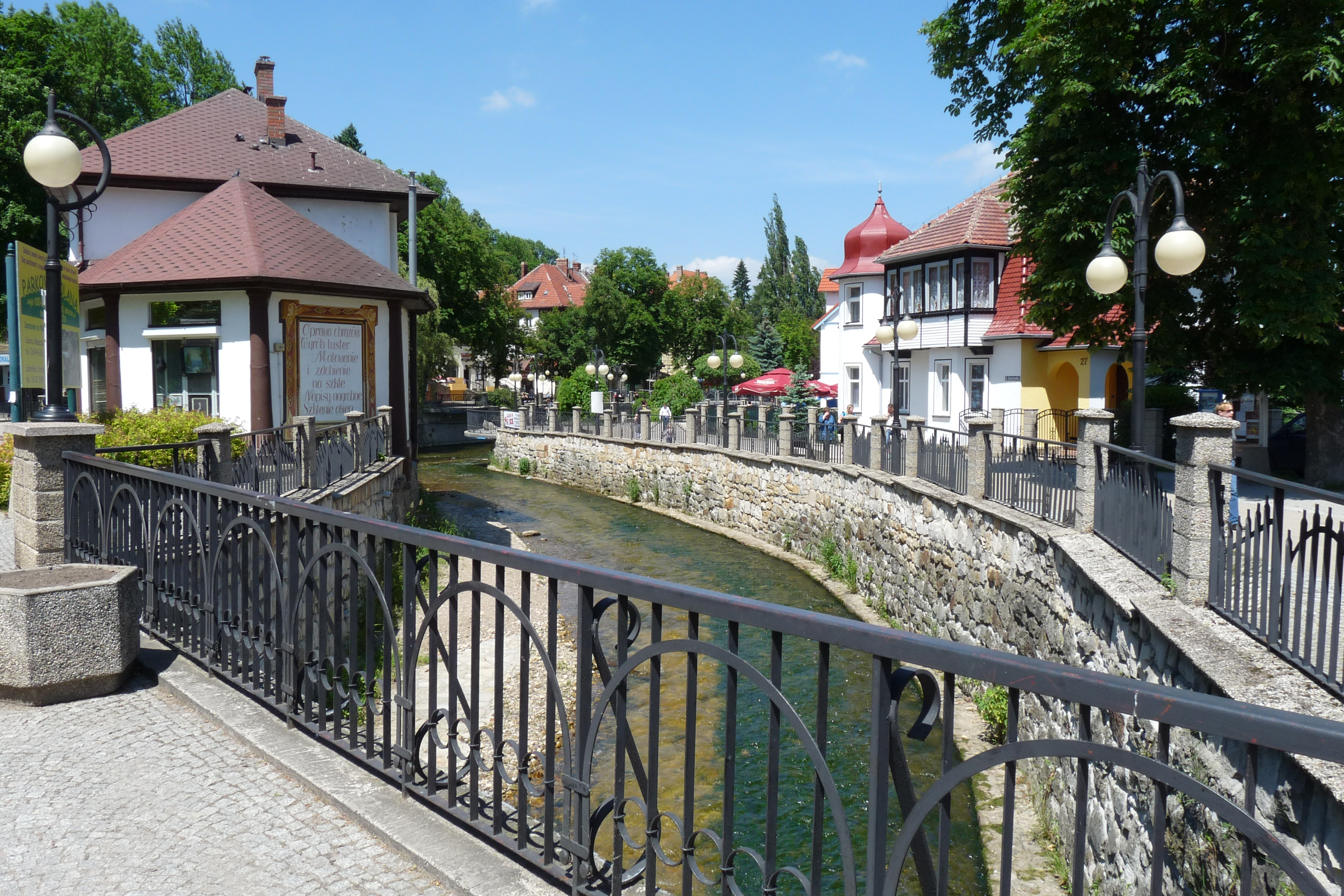
Fragmenta deptaka w Polanicy Zdroju

Henryk Gryc (ur. w 1930 w Tarnowskich Górach, zm. w 1993 w Polanicy-Zdroju) – polski architekt i z zamiłowania grafik.

## Życiorys
Urodził się na Śląsku, dyplom architekta uzyskał na Politechnice Śląskiej, jednak po kilku latach przeniósł się z rodziną (matką i siostrą) na ziemię kłodzką. Od najmłodszych lat obracał się w środowisku polsko-niemiecko-śląskim.
Henryk Gryc działał na pograniczu sztuki i rzemiosła. Jego projekty architektoniczne kreślone piórkiem lub w ołówku, bywały często dziełem sztuki. Zawód architekta pozwalał mu na częste wyjazdy w teren, gdzie piórkiem lub pastelem z iście inżynierską precyzją utrwalał ocalałe jeszcze ruiny zamków, kościołów, kapliczek i zakątków regionu. Kilkadziesiąt lat wcześniej w podobny sposób działał niemiecki malarz, grafik i scenograf, Max Reimitz (1891–1973), od 1931 r. przewodniczący kłodzkiej Grupy Artystycznej (Kunstgruppe des Vereins für Glatzer Heimatkunde), przed wojną również mieszkający w Polanicy (wtedy Altheide-Bad).
Grafiki Gryca ukazywały się w tygodniku „Gazeta Polanicka”, potem w „Gazecie Gmin”. Tam również publikowana była seria szkiców powstałych w czasie pielgrzymek po sanktuariach maryjnych Europy, z krótkimi przypisami Henryka Czai.
Obrazy i grafiki H. Gryca były prezentowane na wielu wystawach. Zaszufladkowany jako twórca ludowy, z licznych wystaw i konkursów przywoził nagrody i dyplomy. Także malował, miał sporządzone przez siebie znakomite kopie portretów Bacha, Mozarta, Wagnera i Beethovena; był również zapalonym melomanem.
H. Gryc jako architekt był współtwórcą kształtu polanickiego deptaka, zaprojektował lampy, balustrady i elementy małej architektury.